# Brădești (gmina w okręgu Dolj)
Brădești – gmina w Rumunii, w okręgu Dolj. Obejmuje miejscowości Brădești, Brădeștii Bătrâni, Meteu, Piscani, Răcari i Tatomirești. W 2011 roku liczyła 4431 mieszkańców.